# Ctenus rwandanus
Ctenus rwandanus är en spindelart som beskrevs av Benoit 1981. Ctenus rwandanus ingår i släktet Ctenus och familjen Ctenidae.
Artens utbredningsområde är Rwanda. Inga underarter finns listade i Catalogue of Life.